# Верхолесье (Черниговская область)
Верхолесье (укр. Верхолісся) — село в Корюковском районе Черниговской области Украины. Население 192 человека. Занимает площадь 1,469 км².
Код КОАТУУ: 7422480502. Почтовый индекс: 15352. Телефонный код: +380 4657.

## История
Верхолесье, село в Черниговской области. Близ села, на правом берегу реки Мены, в урочище Колодин, городище древнерусского времени.

## Власть
Орган местного самоуправления — Александровский сельский совет. Почтовый адрес: 15352, Черниговская обл., Корюковский р-н, с. Александровка, ул. Центральная, 111а.